# 列弗尼斯龍屬
列弗尼斯龍屬（屬名：Levnesovia）是鴨嘴龍超科恐龍的一屬，生存於白堊紀晚期的烏茲別克斯坦。牠們是巴克龍的近親。模式種是河中地列弗尼斯龍（L. transoxiana）。屬名是紀念已逝俄羅斯古生物學家列弗·尼斯（Lev Nesov），種名則是以中亞的古地名河中地為名。目前僅發現頭顱骨化石，完整身長被估計約2公尺。

## 外部連結
- 中亞發現多種新恐龍 （页面存档备份，存于）